# Coppa della Germania Est 1983-1984
La Coppa della Germania Est 1983-84  fu la trentatreesima edizione della competizione.

## Turni preliminari

### Preliminare
Le gare del turno preliminare si sono svolte il 6 agosto 1983
| Squadra 1                | Risultato | Squadra 2                    |
| ------------------------ | --------- | ---------------------------- |
| Motor Steinach           | 0 - 4     | Motor Werdau                 |
| KKW Greifswald           | 3 - 2     | Dynamo Fürstenwalde          |
| Halbleiterwerk Frankfurt | 1 - 2     | Aktivist Brieske-Senftenberg |

### Primo turno
Le gare del primo turno si sono svolte il 14 agosto 1983. 
Le formazioni contrassegnate da (*) sono vincitrici delle coppe distrettuali.
| Squadra 1                     | Risultato       | Squadra 2                     |
| ----------------------------- | --------------- | ----------------------------- |
| Motor Altenburg               | 1 - 3           | Wismut Gera                   |
| Fortschritt Wittstock(*)      | 1 - 0           | Energie Cottbus               |
| Vorwärts Hagenow(*)           | 2 - 0           | Hafen Rostock                 |
| Bergmann-Borsig               | 1 - 5           | Chemie PCK Schwedt            |
| Stahl Blankenburg             | 3 - 5           | Motor Nordhausen              |
| Fortschritt Neustadt          | 3 - 2           | Lokomotive Dresda             |
| EAB 47 Berlin(*)              | 1 - 2           | Motor Babelsberg              |
| Vorwärts Kamenz               | 2 - 3           | Eisenhüttenstädter Stahl      |
| Aktivist Espenhain(*)         | 1 - 4           | Sachsenring Zwickau           |
| Motor Eisenach                | 1 - 3           | Dynamo Eisleben               |
| Veritas Wittenberge           | 2 - 5 (dts)     | Einheit Wernigerode           |
| KWO Berlin                    | 5 - 2           | Vorwärts Neubrandenburg       |
| Vorwärts Plauen               | 0 - 2           | Aktivist Kali Werra Tiefenort |
| Einheit Templin(*)            | 0 - 2           | Vorwärts Stralsund            |
| Aktivist Gommern(*)           | 1 - 2           | Stahl Thale                   |
| Chemie Zeitz(*)               | 0 - 3           | Glückauf Sondershausen        |
| KKW Greifswald                | 0 - 3           | Post Neubrandenburg           |
| Vorwarts Stralsund II(*)      | 0 - 5           | Schwerin Süd                  |
| Wismut Pirna-Copitz(*)        | 4 - 4 (3-1 dcr) | Aktivist Schwarze Pumpe       |
| Stahl Brandeburgo             | 5 - 1           | Motor Schönebeck              |
| Lokomotive Cottbus            | 0 - 3           | Rotation Berlin               |
| TSG Wismar                    | 2 - 0           | Dynamo Schwerin               |
| Aufbau Krumhermersdorf(*)     | 1 - 2           | Gröditz                       |
| Motor Hermsdorf               | 1 - 6           | Chemie Böhlen                 |
| Aktivist Knappenrode-Lohsa(*) | 1 - 4           | Fortschritt Bischofswerda     |
| Aktivist Brieske-Senftenberg  | 4 - 1           | Chemie Wolfen                 |
| Motor Nordhausen II(*)        | 1 - 3           | Chemie IW Ilmenau             |
| Jenapharm Jena(*)             | 0 - 4           | Motor Rudisleben              |
| Motor Suhl                    | 4 - 1 (dts)     | Chemie Markkleeberg           |
| Vorwärts Dessau               | 3 - 1           | Stahl Hennigsdorf             |
| Karl-Marx-Stadt               | 5 - 1           | Ruhla                         |
| Motor Eberswalde(*)           | 3 - 2           | Lok/Armaturen Prenzlau        |
| Vorwärts Bad Salzungen(*)     | 0 - 2           | Motor Weimar                  |
| Motor Werdau                  | 0 - 2           | Chemie Buna Schkopau          |
| Hydraulik Parchim             | 1 - 5           | Bau Rostock                   |
| Lokomotive Stendal            | 0 - 1           | Chemie Premnitz               |

### Turno Intermedio
Le gare del turno intermedio si sono svolte il 3 settembre 1983.
| Squadra 1                     | Risultato       | Squadra 2                    |
| ----------------------------- | --------------- | ---------------------------- |
| Wismut Pirna-Copitz           | 1 - 5           | Wismut Gera                  |
| Fortschritt Wittstock         | 3 - 4           | Stahl Brandeburgo            |
| Vorwärts Hagenow              | 0 - 3           | Rotation Berlin              |
| Chemie PCK Schwedt            | 4 - 1           | TSG Wismar                   |
| Motor Nordhausen              | 1 - 1 (3-4 dcr) | Gröditz                      |
| Fortschritt Neustadt          | 0 - 2           | Chemie Böhlen                |
| Motor Babelsberg              | 5 - 3           | Fortschritt Bischofswerda    |
| Eisenhüttenstädter Stahl      | 1 - 2           | Aktivist Brieske-Senftenberg |
| Sachsenring Zwickau           | 2 - 0           | Chemie IW Ilmenau            |
| Dynamo Eisleben               | 2 - 3           | Motor Rudisleben             |
| Einheit Wernigerode           | 2 - 0           | Motor Suhl                   |
| KWO Berlin                    | 1 - 2           | Vorwärts Dessau              |
| Aktivist Kali Werra Tiefenort | 2 - 3           | Karl-Marx-Stadt              |
| Vorwärts Stralsund            | 4 - 1 (dts)     | Motor Eberswalde             |
| Stahl Thale                   | 1 - 0           | Motor Weimar                 |
| Glückauf Sondershausen        | 2 - 5           | Chemie Buna Schkopau         |
| Post Neubrandenburg           | 4 - 1           | Bau Rostock                  |
| Schwerin Süd                  | 1 - 2           | Chemie Premnitz              |

### Secondo turno
Le gare dei quarti di finale si sono svolte il 17 settembre 1983.
| Squadra 1                    | Risultato | Squadra 2            |
| ---------------------------- | --------- | -------------------- |
| Chemie Böhlen                | 0 - 3     | Wismut Aue           |
| Wismut Gera                  | 0 - 3     | Rot-Weiß Erfurt      |
| Chemie PCK Schwedt           | 1 - 3     | Hansa Rostock        |
| Aktivist Brieske-Senftenberg | 0 - 4     | Vorwärts Francoforte |
| Gröditz                      | 0 - 1     | Hallescher           |
| Rotation Berlin              | 0 - 6     | Lokomotive Lipsia    |
| Vorwärts Dessau              | 0 - 7     | Stahl Riesa          |
| Motor Rudisleben             | 1 - 4     | Carl Zeiss Jena      |
| Motor Karl-Marx-Stadt        | 1 - 4     | Motor Babelsberg     |
| Chemie Buna Schkopau         | 0 - 4     | Dinamo Dresda        |
| Einheit Wernigerode          | 0 - 2     | Karl-Marx-Stadt      |
| Stahl Brandeburgo            | 3 - 0     | Post Neubrandenburg  |
| Chemie Premnitz              | 1 - 5     | BFC Dynamo           |
| Stahl Thale                  | 0 - 5     | Magdeburgo           |
| Vorwärts Stralsund           | 1 - 0     | Union Berlino        |
| Sachsenring Zwickau          | 2 - 0     | Chemie Lipsia        |

## Fase finale

### Ottavi di finale
Le gare dei quarti di finale si sono svolte il 15 ottobre 1983.
| Squadra 1            | Risultato | Squadra 2           |
| -------------------- | --------- | ------------------- |
| Wismut Aue           | 4 - 2     | Motor Babelsberg    |
| Rot-Weiß Erfurt      | 0 - 5     | Dinamo Dresda       |
| Hansa Rostock        | 1 - 3     | Karl-Marx-Stadt     |
| Vorwärts Francoforte | 4 - 2     | Stahl Brandeburgo   |
| BFC Dynamo           | 5 - 2     | Hallescher          |
| Lokomotive Lipsia    | 0 - 2     | Magdeburgo          |
| Stahl Riesa          | 3 - 1     | Vorwärts Stralsund  |
| Carl Zeiss Jena      | 4 - 1     | Sachsenring Zwickau |

### Quarti di finale
Le gare dei quarti di finale si sono svolte il 3 dicembre 1983.
| Squadra 1            | Risultato | Squadra 2       |
| -------------------- | --------- | --------------- |
| Wismut Aue           | 3 - 4     | BFC Dynamo      |
| Dinamo Dresda        | 2 - 0     | Magdeburgo      |
| Karl-Marx-Stadt      | 2 - 0     | Stahl Riesa     |
| Vorwärts Francoforte | 2 - 3     | Carl Zeiss Jena |

### Semifinali
Le semifinali si sono svolte il 28 aprile 1984.
| Squadra 1     | Risultato | Squadra 2       |
| ------------- | --------- | --------------- |
| BFC Dynamo    | 2 - 1     | Karl-Marx-Stadt |
| Dinamo Dresda | 3 - 0     | Carl Zeiss Jena |

### Finale
| Arbitro: | Henning (Rostock) |

| |            | |
| Dörner 81’ Häfner 82’ (rig.) | Marcatori  | 85’ Troppa |
| · Jakubowski · Dörner · Schuster · Trautmann · Döschner · Häfner · Pilz · Stübner · 67’ Gütschow · Minge · 84’ Lippmann · A disposizione: · 67’ Schülbe · 84’ Schade) | Formazioni | · Rudwaleit · Trieloff · Maek · Troppa · Ullrich · Terletzki · Schulz · Backs · Rohde · Ernst · Prange 69’ · A disposizione: · Kubowitz 69’ |
| Klaus Sammer | Allenatori | Jürgen Bogs |

### Campioni
| Coppa della Germania Est 1983-84 |
| -------------------------------- |
| Dinamo Dresda Quinto titolo      |